# Burmannia subcoelestis
Burmannia subcoelestis ist eine Pflanzenart aus der Familie der Burmanniaceae.

## Beschreibung
Burmannia subcoelestis ist eine einjährige, blattgrüne, unverzweigt bis selten verzweigt wachsende krautige Pflanze, die eine Wuchshöhe von 29 bis 35 Zentimeter erreicht. Sie ist semi-mykotroph. Das Rhizom ist nicht und vorhanden, die Wurzeln faserförmig und kurz. Die Blätter sind in der Rosette linealisch bis lanzettlich, spitz, dreinervig, 8 bis 20 Millimeter lang und 2 bis 2,5 Millimeter breit. Sie stehen als bodenständige Rosette, die flach anliegenden Stängelblätter sind 8 bis 18 Millimeter lang und rund 2,5 Millimeter breit.
Der Blütenstand ist ein aus zwei bis acht Blüten bestehender endständiger Doppelwickel. Die kurzgestielt oder annähernd ungestielt Blüten sind 10 bis 13 Millimeter lang. Die Blütenröhre ist zylindrisch bis dreiwinklig und 6 bis 7,3 Millimeter lang, die 2 bis 2,4 Millimeter breiten Flügel sind halbiert elliptisch und verlaufen von unterhalb des Fruchtknotens bis zur Mitte des äußeren Blütenlappens. Die äußeren Blütenlappen sind aufrecht, eiförmig bis dreieckig, am Rand fleischig verdickt und 1,8 bis 2,2 Millimeter lang, die inneren dünn, aufrecht, umgekehrt-lanzettlich bis spatelförmig und 0,8 Millimeter lang. Die Staubfäden sind ungestielt und setzen im Blütenhüllschlund an, das Konnektiv weist zwei kurze, seitliche Arme auf, die die Thecae tragen. Der Griffel ist verdickt fadenförmig und mit den Narben zusammen so lang wie die Blütenröhre, an seinem Ende stehen die drei annähernd ungestielten, trompetenförmigen Narben.
Die Fruchtknoten sind elliptisch bis umgekehrt-eiförmig und 2,8 bis 4 Millimeter lang. Die umgekehrt-eiförmige Kapsel öffnet sich entlang unregelmäßiger Querschlitze. Die Samen sind elliptisch und gelb.

## Verbreitung
Burmannia subcoelestis ist beheimatet in Kambodscha, Laos und Vietnam; Angaben zum Habitat fehlen.

## Systematik
Die Art wurde 1907 von François Gagnepain erstbeschrieben.